# Cymodusopsis nigricincta
Cymodusopsis nigricincta là một loài tò vò trong họ Ichneumonidae.